# Нижняя Варзенка
Нижняя Варзенка — река в России, протекает в Кологривском районе Костромской области. Устье реки находится в 275 км по правому берегу реки Унжа. Длина реки составляет 12 км.
Исток Нижней Варзенки расположен в лесах в 10 км к юго-западу от посёлка Ужуга. Река течёт на юго-восток, протекает деревни Ханово и Глебово. Впадает в Унжу в деревне Варзенга.

## Данные водного реестра
По данным государственного водного реестра России относится к Верхневолжскому бассейновому округу, водохозяйственный участок реки — Унжа от истока и до устья, речной подбассейн реки — Бассей притоков Волги ниже Рыбинского водохранилища до впадения Оки. Речной бассейн реки — (Верхняя) Волга до Куйбышевского водохранилища (без бассейна Оки).
По данным геоинформационной системы водохозяйственного районирования территории РФ, подготовленной Федеральным агентством водных ресурсов:
- Код водного объекта в государственном водном реестре — 08010300312110000015402
- Код по гидрологической изученности (ГИ) — 110001540
- Код бассейна — 08.01.03.003
- Номер тома по ГИ — 10
- Выпуск по ГИ — 0